# Столкновение над Брансуиком
Столкновение над Брансуиком — авиационная катастрофа, произошедшая утром в понедельник 20 мая 1958 года в небе в районе Брансуика (округ Фредерик, штат Мэриленд). Пассажирский самолёт Vickers 745 Viscount авиакомпании Capital Airlines подходил к Балтимору, когда в него врезался учебный Lockheed T-33A Shooting Star американских ВВС, в результате чего оба самолёта потеряли управление и рухнули на землю, при этом погибли 12 человек. Трагедия произошла всего спустя почти месяц после нашумевшей аналогичной катастрофы у Лас-Вегаса, а также спустя полтора месяца после предыдущей потери «Висконта» компании Capital Airlines.

## Самолёты

### Vickers Viscount
Vickers Viscount модель 754 с регистрационным номером N7410 (заводской — 108), согласно отчёту, был выпущен 15 января 1956 года, а 24 января поступил к заказчику — американской авиакомпании Capital Airlines. Но по другим данным он свой первый полёт совершил 6 января, а 15 января уже непосредственно поступил к заказчику. Борт N7410 был в составе первой партии заказанных «Висконтов» из 9 самолётов (заводские номера: 103—111) и относился к модели 745, тогда как последующие были уже модели 745D. Также в Capital лайнер получил флотский номер 329. Четыре силовые установки состояли из двигателей Rolls-Royce Dart RDa3 Mark 506, но оборудованных воздушными винтами модели R130/4-20-4/12 с прямоугольными кончиками лопастей, которые, как правило, ставились на двигатели Dart RDa6 Mark 510. Всего на момент катастрофы борт N7410 налетал 6695 часов и совершил 4400 циклов «взлёт—посадка».
Пилотировал его лётный экипаж (в кабине) в составе двух пилотов:
- Командир воздушного судна — 38-летний Кендалл Дж. Брэди (англ. Kendall J. Brady. В Capital Airlines с 11 июня 1945 года и имел квалификацию пилота многомоторных самолётов, в том числе Douglas DC-3, DC-4 и Vickers Viscount. Имел общий налёт 12 719 часов, в том числе 1432 часа на самолётах Viscount.
- Второй пилот — 26-летний Пол Ф. Мейер (англ. Paul F. Meyer. В Capital Airlines с 25 мая 1956 года и имел квалификацию пилота многомоторных самолётов, в том числе Douglas DC-3, DC-4 и Vickers Viscount. Имел общий налёт 2467 часов, в том числе 1596 часов на самолётах Viscount.

В тот день «Висконт» выполнял регулярный пассажирский рейс CA-300 (CAP 300) по маршруту Чикаго — Питтсбург — Балтимор. Вылет из Чикаго был выполнен в 07:55 CDT, а вскоре лайнер благополучно прибыл в Питтсбург. В 10:50 с 7 пассажирами и 4 членами экипажа на борту рейс 300 вылетел в Балтимор. Согласно полученному от диспетчера разрешения, после вылета самолёт должен был сперва следовать до Милсборо, а от него по воздушным коридорам V-92 и V-44 («Виктор 92» и «Виктор 44») уже до Балтимора; эшелон полёта был определён как 11 000 футов (3400 м).

### Lockheed T-33
Lockheed T-33A Shooting Star борт 35966 из 175-го авиакрыла Мэрилендской воздушной национальной гвардии был оборудован турбореактивным двигателем Allison J33-A-35. В тот день самолёт должен был выполнять очередной учебный полёт, а проверяющим был 34-летний капитан Джулиус К. Маккой (англ. Julius K. McCoy). Квалификацию военного лётчика Маккой получил в августе 1944 года, а на момент катастрофы налетал в общей сложности 1902 часа на одно- и многомоторных самолётах, в том числе 597 часов на одномоторных реактивных самолётах, из которых в свою очередь 210 часов были совершены на T-33. До этого Джулиус отдыхал несколько дней, а на аэродром Мартин прибыл заранее, за несколько часов до полёта. Вскоре прибыл стажёр, с которым был проведён инструктаж.
Внешний осмотр учебного T-33 показал, что он в хорошем состоянии и пригоден для полёта. Также экипаж получил из аэропорта Дружба (англ. Friendship Airport, Балтимор) прогноз погоды, согласно которому ожидалась сплошная облачность с нижней границей 5500 футов (1700 м). В 11:07 борт 35966 с двумя лётчиками поднялся в воздух и набрав высоту 3000 футов (910 м) направился к Гибсону, после достижения которого взял курс уже на Чесапикский залив, следуя при этом ниже облаков.

## Катастрофа
В 11:17 рейс 300 установил связь с Вашингтонским центром управления воздушным движением и доложил о прохождении Грантсвилла и расчётном прохождении Мартинсберга в 11:27. Диспетчер ответил, что понял информацию, после чего у себя занёс данный самолёт на специальную полоску. Примерно в 11:24 диспетчер в Вашингтоне передал экипажу, что после прохождения Лисбона им разрешено снижаться и занимать высоту 7000 футов (2100 м). В 11:26 с самолёта доложили о прохождении Мартинсберга на 10 000 футов (3000 м) и расчётном достижении Балтимора в 11:39. В ответ диспетчер определил засветку рейса 300 на экране радиолокатора. Как впоследствии показал диспетчер, эта засветка в тот момент следовала по коридору V-44, а в радиусе 15 миль (24 км) от неё воздушное пространство было свободным. Спустя 41 секунду после доклада о прохождении Мартинсберга экипаж получил указание снижаться до 5000 футов (1500 м) по направлению на Сугэр-Лоуф (англ. Sugar Loaf) и сохранять данную высоту. В 11:26:48 (согласно записям радиопереговоров) с самолёта подтвердили получение информации и доложили о начале снижения с 9000 футов. Это была последняя радиопередача с борта N7410. На экране радиолокатора близ засветки рейса 300 в это время не наблюдалось никаких объектов.
Со слов военного лётчика Маккоя, когда их учебный самолёт пролетал к северу от Вашингтона, высота облачности уже составляла порядка 10 000 футов (3000 м), поэтому они поднялись до примерно 9000 футов (2700 м), направившись к Лисбергу. От Лисберга T-33 направился уже вдоль реки Потомак вверх по течению до Харперс-Ферри, где снизился до 5000 футов (1500 м), просто чтобы полюбоваться открывающимся отсюда красивым видом. Затем самолёт совершил левый поворот и, взяв курс 85°, направился обратно к Балтимору, следуя пока на Фредерик, при этом медленно набирая высоту. Постепенно небо начало проясняться, и вскоре уже остались лишь отдельные облака, а потому ничто не мешало выполнять нормальный визуальный полёт. Вообще, это был обычный учебный полёт по отработке бдительности, при этом никаких вольностей, в том числе выполнения фигур высшего пилотажа или полёта по приборам с закрытым лобовым окном, лётчики не делали.
Прошли считанные минуты с момента последнего радиообмена с бортом N7410, когда в Вашингтонском центре управления воздушным движением диспетчер на экране радиолокатора близ засветки авиалайнера вдруг увидел ещё одну, но совсем небольшую. При следующем обороте антенны эта неизвестная засветка исчезла, однако засветка «Висконта» в свою очередь стала несколько больше. Диспетчер попытался вызвать рейс 300, чтобы спросить его высоту, а также предупредить о вероятном другом самолёте. Как впоследствии было определено, это было сделано спустя 3 минуты 3 секунды от последнего доклада с авиалайнера (примерно 11:29:51). Однако борт N7410 уже не отвечал, а его засветка на экране радиолокатора оставалась неподвижной на протяжении минуты, после чего исчезла.
На небе в районе Фредерика это время стояла переменная облачность высотой 12 000 футов (3700 м), а также отдельные кучевые облака высотой 5000 футов (1500 м); видимость достигала 12 миль (19 км) и выше. Над Мартинсбергом слои облаков располагались уже на высотах 6500 футов (2000 м) и 3500 футов (1100 м) соответственно. Согласно показаниям очевидцев на земле, оба самолёта следовали в восточном направлении под основным слоем облаков и лишь изредка попадая в отдельные низкие облака. Турбовинтовой «Висконт» направлялся по курсу около 65°, когда его нагнал более быстрый турбореактивный T-33, который, совершая правый поворот, приблизился к нему слева сзади, после чего на удалении 14 миль (23 км) к востоку от Мартинсберга и в миле к югу от вектора 107° от него произошло столкновение.

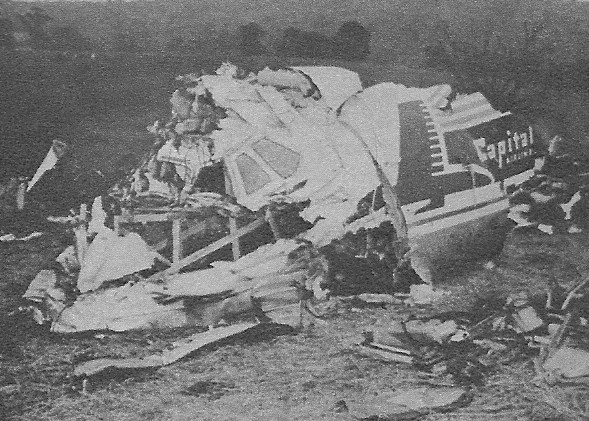
Отделившаяся кабина рейса 300. Видно место, где был нанесён удар крылом

«Локхид» ударил «Виккерс» в переднюю часть слева, после чего, пролетев некоторое время вперёд, взорвался. «Висконт», в свою очередь, словно вошёл в плоский штопор, а затем, развалившись в воздухе на несколько частей, рухнул на землю. Со слов капитана Маккоя, он перед ударом заметил, что высотомер показывал 8000 футов (2400 м), когда «Локхид» вдруг словно взорвался. Далее лётчик сам не понял, как оказался снаружи кабины на удалении от самолёта. Тогда он раскрыл свой парашют и нормально опустился на землю. Дойдя до ближайшего дома, он попросил, чтобы его доставили в больницу. Получив тяжёлые ожоги, лётчик всё же смог выжить.
Повреждённые машины рухнули на землю на удалении 4 мили (6,4 км) к востоку-северо-востоку от Брансуика, а общая площадь распределения обломков была вытянута на милю-полторы. Учебный самолёт разрушился на мелкие обломки, которые разбросало на площади длиной 7500 футов (2300 м). Авиалайнер также почти полностью разрушился, относительно уцелели лишь хвостовое оперение и передняя часть, которые отделились в воздухе. В происшествии выжил лишь капитан Маккой. Стажёр учебного самолёта, а также все 7 пассажиров и 4 члена экипажа пассажирского, то есть всего 12 человек, погибли.

## Расследование

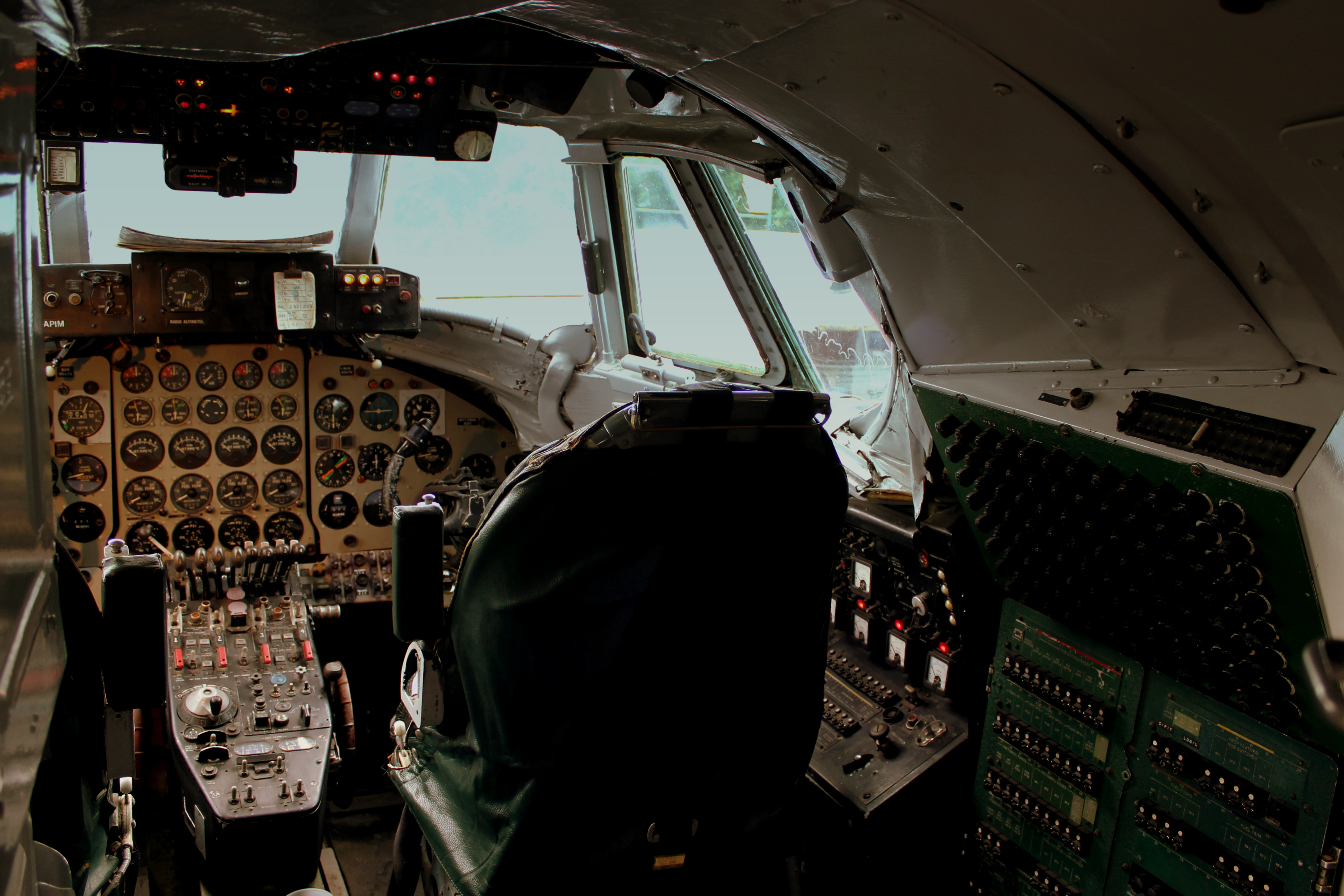
В кабине Vickers Viscount

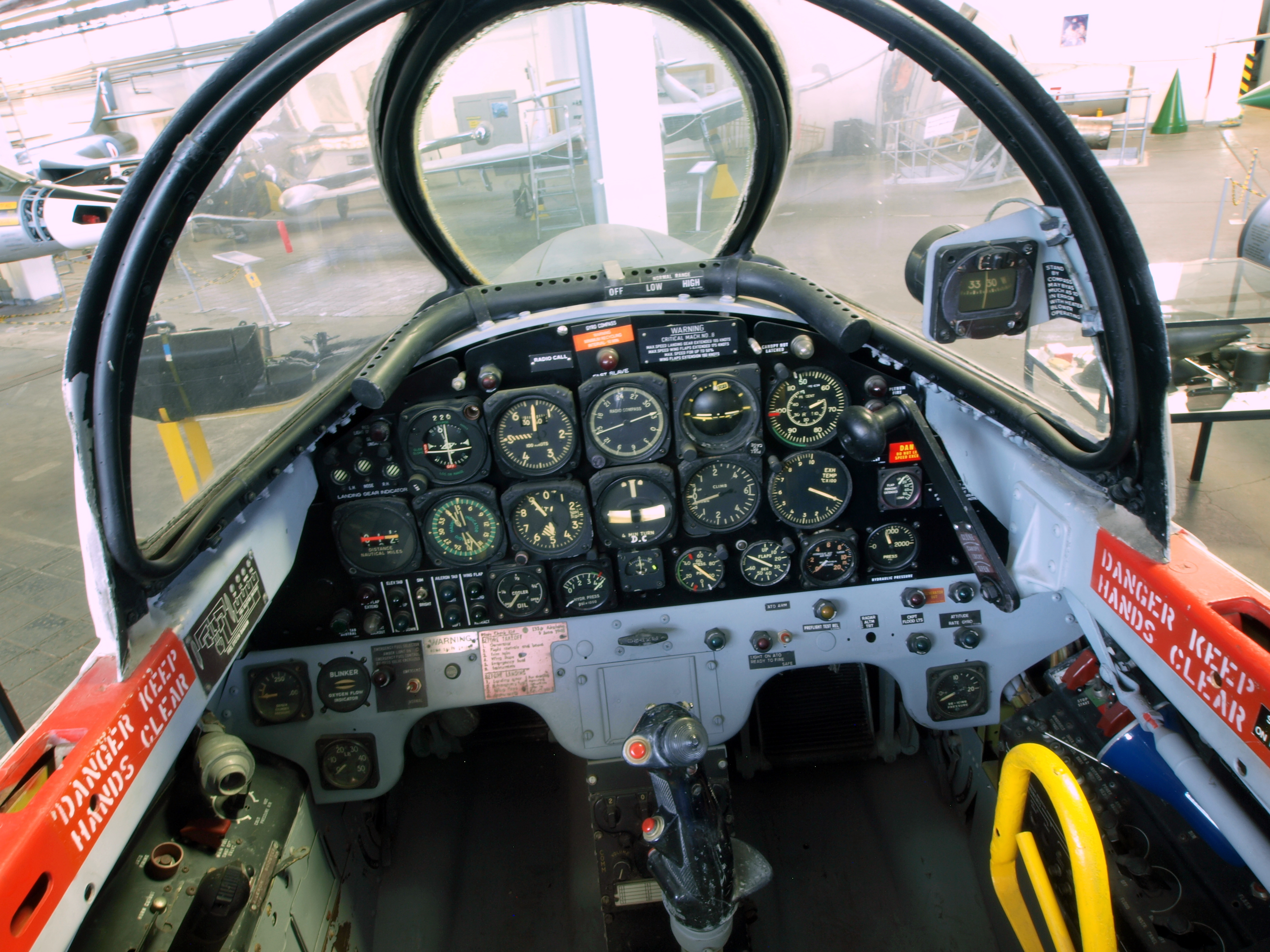
В кабине Lockheed T-33

В ходе расследования был отмечен интересный факт: у двух лётчиков из участвовавших в происшествии в прошлом уже были происшествия, в том числе и столкновения в воздухе. Так, второй пилот борта N7410 Пол Мейер в прошлом служил в военной авиации, где во время полёта однажды столкнулся с буксируемым планером. В другой раз у его самолёта произошёл срыв пламени в двигателе, поэтому лётчик с парашютом покинул свой борт. В свою очередь, у лётчика Маккоя с T-33 было сразу два столкновения: первое произошло во время учебного боя, когда в него врезался другой самолёт, в другой раз уже сам Маккой был дезориентирован и протаранил напарника. Также у Маккоя имелся случай жёсткой посадки, после которого у самолёта пришлось менять основное шасси. Проанализировав все эти случаи, следователи всё же пришли к мнению, что это не сказалось на квалификации обоих экипажей для выполнения полётов.
Анализ данных с радиолокатора показал, что время между взмахами антенны составляло 10 секунд, а от момента, когда неопознанный самолёт появился на радиолокаторе, до момента столкновения прошло ещё меньше — примерно 8 секунд. Столкновение произошло спустя пару минут от последнего радиообмена с рейсом 300, примерно в 11:28:25. В момент удара борт N7410 следовал с воздушной скоростью 235 узлов, когда его нагнал летящий с путевой скоростью около 304 узлов борт 35966, после чего случилось столкновение. Позже скорость военного самолёта была определена как на 55 узлов выше, чем у «Висконта», то есть составляла 290 узлов, а скорость сближения — 195 узлов. Под углом 47° учебный самолёт своей правой законцовкой крыла врезался в левую часть кабины, распоров её и сразу убив обоих пилотов. Далее в кабину уже врезалось хвостовое оперение T-33, которое отделилось, а саму кабину авиалайнера от таких нагрузок оторвало.
Столкновение произошло практически под облаками при значительной видимости, но так как военный самолёт подходил к гражданскому позади, то пилоты последнего не сразу могли заметить угрозу столкновения, в том числе второй пилот не мог видеть T-33 вплоть до момента столкновения, а командир — только в последние 26 секунд, да и то, если бы повернул голову чуть назад. На основании этого следователи пришли к мнению, что экипаж рейса 300 не видел военного самолёта вплоть до момента столкновения. В свою очередь у военных лётчиков конструкция фонаря не мешала заблаговременно увидеть борт N7410 хотя бы за минуту до столкновения. К тому же «Локхид» подходил к «Виккерсу» справа сзади, а потому по правилам расхождения у пассажирского самолёта было преимущество перед военным, то есть последний должен был уступить дорогу.

## Причина
Следственная комиссия пришла к мнению, что катастрофа произошла из-за ошибки экипажа военного Lockheed T-33, который не проявил необходимую наблюдательность и бдительность, чтобы избежать столкновения с другим самолётом.

## Последствия
По результатам расследования Министерство обороны США изменило правила полётов военных самолётов на высотах от 10 000 футов (3000 м) до 20 000 футов (6100 м), обязав их теперь выполнять только по правилам полётов по приборам. К тому же теперь полёты на высотах ниже 20 000 футов (6100 м) были значительно ограничены. В свою очередь гражданские операторы, в том числе и Capital Airlines, пересмотрели правила полётов, выполняемых в «Золотом треугольнике» (англ. Golden Triangle: Нью-Йорк — Чикаго — Вашингтон).
Серьёзной критике подверглось и Управление гражданской аэронавтики, которое продолжало использовать правила 1938 года, то есть 20-летней давности, тогда как в небе уже летали новые, более быстрые самолёты. К тому же в обществе ещё не утихли волнения по поводу произошедшей месяцем ранее (21 апреля) катастрофы у Лас-Вегаса, когда при ясном небе пассажирский Douglas DC-7 столкнулся с учебным истребителем, при этом погибли 49 человек. Две аналогичные катастрофы за столь короткий период привели к значительному резонансу. В результате в августе 1958 года президент США Дуайт Эйзенхауэр подписал приказ об упразднении Управления гражданской аэронавтики и создании Федерального агентства по авиации.
Это была уже вторая катастрофа самолёта Viscount авиакомпании Capital Airlines, а всего в течение двух лет были потеряны четыре таких авиалайнера, что в результате привело к закрытию данной авиакомпании и слиянию её с United Airlines.

### Комментарии
1. ↑  Здесь и далее по умолчанию указано летнее североамериканское восточное время (EDT).